# Episodi di Maria Corleone (seconda stagione)
La seconda ed ultima stagione della serie televisiva Maria Corleone, composta da 8 episodi, è stata trasmessa in prima visione su Canale 5 dal 29 aprile al 20 maggio 2025 in quattro prime serate.
| nº | Titolo       | Titolo          | Prima TV       |
| nº | In streaming | In chiaro       | Prima TV       |
| -- | ------------ | --------------- | -------------- |
| 1  | Episodio 1   | Prima puntata   | 29 aprile 2025 |
| 2  | Episodio 2   | Prima puntata   | 29 aprile 2025 |
| 3  | Episodio 3   | Seconda puntata | 5 maggio 2025  |
| 4  | Episodio 4   | Seconda puntata | 5 maggio 2025  |
| 5  | Episodio 5   | Terza puntata   | 13 maggio 2025 |
| 6  | Episodio 6   | Terza puntata   | 13 maggio 2025 |
| 7  | Episodio 7   | Quarta puntata  | 20 maggio 2025 |
| 8  | Episodio 8   | Quarta puntata  | 20 maggio 2025 |

## Prima puntata

### Episodio 1
- Diretto da: Mauro Mancini
- Soggetto di: Pietro Valsecchi e Roberto Jannone
- Scritto da: Mizio Curcio, Paolo Marchesini e Davide Lisino

#### Trama
Alla sfilata Tony Zerilli cerca di sparare a Maria ma colpisce sua sorella Sandra. La Corleone lo insegue e lo ferisce sparandogli con una pistola. Il mafioso italo-americano, ferito, riesce a scappare e a nascondersi da una sua vecchia conoscenza di nome Chantal. Don Luciano vuole subito vendicarsi e si confronta con Maria senza sapere di essere intercettati dal vicequestore Cutrera. Luca decide così di mettere al sicuro Maria, suo fratello e il bambino. Nel frattempo Don Luciano viene ostacolato nei suoi affari in Sicilia da un nuovo rivale, Matteo Lombardo. 
- Ascolti: telespettatori 2 172 000 – share 12,10%[4].

### Episodio 2
- Diretto da: Mauro Mancini
- Soggetto di: Pietro Valsecchi e Roberto Jannone
- Scritto da: Mizio Curcio, Paolo Marchesini e Davide Lisino

#### Trama
Maria si vede sospendere le linee di credito dalla banca vista la situazione, le sue sarte danno le dimissioni visto che iniziano a circolare voci sul fallimento e anche i suoi clienti iniziano ad abbandonarla. Suo fratello però inizia a frequentare una ragazza, Beatrice Serra, che sembra interessata a investire nella loro società per rilanciarla. Il nuovo procuratore capo vuole togliere l'incarico a Luca Spada sospettando che possa aver evitato di proposito l'arresto di Don Luciano ma il giovane magistrato riesce a fargli cambiare idea. Zerilli avvicina Maria con l'intenzione  di spararle ma si allontana quando vede arrivare una volante della polizia. La sorella di Maria viene stubata e si risveglia. Lombardo incontra Don Luciano in una chiesa e gli propone di diventare suo socio nel business dello smaltimento di rifiuti abbandonando il traffico di droga ma il boss prende tempo e chiede di essere risarcito per il carico che gli ha fatto bruciare e per la famiglia del picciotto che ha fatto ammazzare. Maria in ospedale ha uno scontro a fuoco con Zerilli che riesce nuovamente a fuggire.
- Ascolti: telespettatori 2 172 000 – share 12,10%[4].

## Seconda puntata

### Episodio 3
- Diretto da: Mauro Mancini
- Soggetto di: Pietro Valsecchi e Roberto Jannone
- Scritto da: Mizio Curcio e Grazia Giardiello

#### Trama
Sandra, spaventata, scappa dall'ospedale con Giovannino e fa sapere alla sorella di non voler tornare a casa per paura. Zerilli, pur essendo entrato indisturbato in ospedale vestito da chirurgo, ha di nuovo fallito l'obiettivo e per questo viene redarguito dal padre con una chiamata dal carcere. Beatrice Serra insiste con la sua proposta ma Maria la tiene in sospeso. Don Luciano esce dal suo nascondiglio e fa una visita a sorpresa alla figlia Sandra in una casa sul mare. Al rientro, come risposta al suo rifiuto, viene attaccato dagli uomini di Lombardo ma si salva grazie a un giubbotto antiproiettile mentre il fidato Massimo muore. Don Luciano promette di vendicarsi e fa ritrovare il corpo del suo luogotenente sotto un cavalcavia con dei soldi pronto per essere seppellito. Il vicequestore Cutrera incontra Maria e le fa capire che Luca l'ha "ripulita" cancellando  dei file che la riguardavano e le raccomanda di non iniziare una nuova guerra.
- Ascolti: telespettatori 1 718 000 – share 11,00%[5].

### Episodio 4
- Diretto da: Mauro Mancini
- Soggetto di: Pietro Valsecchi e Roberto Jannone
- Scritto da: Mizio Curcio e Grazia Giardiello

#### Trama
Maria scopre che Denise Abbiati, la titolare di uno stripclub, ha aiutato Zerilli curandogli la ferita dopo la sparatoria alla sfilata e, dopo averla minacciata, convince anche Chantal Fonseca, ballerina del locale, a consegnargli il mafioso che si sta nascondendo a casa sua. Cutrera ha seguito Maria fotografando l'incontro con la Abbiati e mostra gli scatti a Luca spiazzandolo dato che questo era tornato a vivere con la ragazza avendo deciso di fidarsi nuovamente di lei. Zerilli deve essere medicato di nuovo e si reca allo stripclub che è sorvegliato dagli uomini di Cutrera il quale si precipita sul posto insieme a Spada. Qui Don Luciano viene fermato dalla polizia mentre sta per sparare all'americano che riesce a scappare. Maria viene prelevata alla maison e portata in Procura dove viene interrogata da Cutrera al quale non risponde su nulla. In conferenza stampa Luca dichiara che Maria ha collaborato all'arresto del padre spiazzando Cutrera. Luca cerca di chiarire la questione con Maria e le concede di incontrare per l'ultima volta il padre che verrà trasferito a Roma per essere interrogato dalla direzione distrettuale antimafia per poi finire al 41-bis. Nel frattempo Lombardo ne approfitta per mettere le mani sul porto di Palermo da dove passano tutti i traffici importanti; si capisce che Beatrice Serra è una sua complice. Maria attende il rientro di Zerilli a casa di Chantal e lo uccide riuscendo così a vendicarsi. La Corleone accetta di diventare socia della Serra e di trasferire la sede a Roma per rilanciare l'azienda con un'immagine ripulita. Stefano finisce a letto con Beatrice non sapendo chi sia veramente. Maria sta per trasferirsi a Roma e decide di lasciarsi con Luca. Don Luciano viene rinchiuso nello stesso carcere del padre di Zerilli.
- Ascolti: telespettatori 1 718 000 – share 11,00%[5].

## Terza puntata

### Episodio 5
- Diretto da: Mauro Mancini
- Soggetto di: Pietro Valsecchi e Roberto Jannone
- Scritto da: Mizio Curcio e Roberto Jannone

#### Trama
Saro Zerilli cerca di uccidere Don Luciano  ma viene fermato da Nicola Abbadangelo, boss del carcere, il quale però chiede dei soldi per continuare a proteggerlo. Beatrice Serra si scopre essere la figlia di Matteo Lombardo. Maria, trasferitasi da poco a Roma, incontra il padre chiedendogli di rivedere Sandra e Giovannino ma lui le fa capire che è meglio di no poiché potrebbero essere in pericolo visto quello che sta facendo Lombardo. Luca incontra Maria e le fa capire di aver consultato un avvocato per farsi affidare Giovannino. Maria intanto fa ritorno in Sicilia per studiare le mosse di Lombardo che ormai ha messo le mani sul porto di Palermo e incontra Sandra e Giovannino in una villa sul mare. Il vicequestore Cutrera racconta a Luca di aver scoperto che un'auto vista al porto di Palermo è riconducibile a una società di Matteo Lombardo, il figlio dell'uomo che aveva fatto uccidere suo padre.
- Ascolti: telespettatori 1 857 000 – share 11,50%[6].

### Episodio 6
- Diretto da: Mauro Mancini
- Soggetto di: Pietro Valsecchi e Roberto Jannone
- Scritto da: Mizio Curcio e Roberto Jannone

#### Trama
Maria stringe un'alleanza con il boss Spadone Jr. per poter recuperare dei soldi utili per la protezione del padre in carcere; per la sua attività inizia a far arrivare dei tessuti dal Sudamerica ma nei container è nascosta anche della cocaina che però la polizia non riesce a trovare durante un blitz al porto. Luca decide di portare Maria in tribunale per avere Giovannino e ha un duro scontro con il suocero durante un colloquio in carcere. Don Luciano, aiutato da Abbadangelo, uccide Saro Zerilli nei bagni e si fa ferire di proposito per poter inscenare la legittima difesa. Lombardo non vuole più essere ostacolato al porto di Palermo e ordina al suo luogotenente di eliminare Corleone in ospedale ma Maria riesce a farlo scappare in tempo.
- Ascolti: telespettatori 1 857 000 – share 11,50%[6].

## Quarta puntata

### Episodio 7
- Diretto da: Mauro Mancini
- Soggetto di: Pietro Valsecchi e Roberto Jannone
- Scritto da: Mizio Curcio e Roberto Jannone

#### Trama
Don Luciano è di nuovo latitante e viene aiutato dal fidato Vito. Sandra e Maria vengono interrogate da Luca ma negano con fermezza di essere coinvolte nella fuga del padre. Cutrera appura che ad uccidere Caruso dell'autorità portuale e la guardia giurata all'ospedale sia stata la stessa persona e quindi insieme a Luca si convince del fatto che possa essere stata opera di Lombardo. Stefano intanto inizia a confidarsi con Beatrice, ignaro del fatto di avere a che fare con la figlia di Lombardo. Quest'ultimo appena atterra a Roma viene prelevato e interrogato all'antimafia da Cutrera e Spada ma respinge ogni addebito. Maria chiede a Luca di far rinviare l'udienza per l'affido di Giovannino. Maria disegna l'identikit del sicario di Lombardo e lo consegna a Luca; Beatrice nota il bozzetto e allerta subito il padre. Stefano e Maria incontrano il padre nel suo nuovo nascondiglio e il ragazzo gli chiede di costituirsi e di lasciarli andare per il bene di tutta la famiglia; Don Luciano sembra d'accordo ma prima vuole risolvere il problema Lombardo. Beatrice riferisce al padre che Don Luciano si nasconde a Roma e chiede a Stefano di farglielo incontrare con il pretesto di voler salvare l'azienda.
- Ascolti: telespettatori 1 778 000 – share 10,80%[7].

### Episodio 8
- Diretto da: Mauro Mancini
- Soggetto di: Pietro Valsecchi e Roberto Jannone
- Scritto da: Mizio Curcio e Roberto Jannone

#### Trama
Alla presentazione della nuova collezione Beatrice viene riconosciuta da un suo ex compagno di scuola che però non ricorda il suo nome: la ragazza dice di non conoscerlo ma Stefano nota la conversazione e si insospettisce. Don Luciano avvicina Luca e gli consegna un pizzino con il numero di un container in partenza dal porto di Palermo cosicché possa fermare Lombardo: la polizia riesce infatti ad arrestare Ian, il luogotenente del malavitoso, e alcuni complici. Giovannino risulta avere una malattia rara e ciò fa riavvicinare i genitori che stanno ancora lottando per l'affido del piccolo. Stefano trova i veri documenti di Beatrice ovvero Lucia Lombardo e rimane sconvolto ma la ragazza lo sorprende puntandogli contro una pistola; gli uomini di Lombardo poi lo obbligano a rivelare dove si nasconda il padre. Don Luciano al casolare dove si è nascosto riesce a difendersi uccidendo uno a uno gli uomini di Lombardo ma, al momento del faccia a faccia tra i due, intervengono Luca e Maria appena in tempo. Lombardo viene quindi arrestato mentre Beatrice prima di fuggire libera Stefano e fa arrivare un'ambulanza. Luca decide di ritirare la denuncia al tribunale dei minori perché vuole solamente che il bambino stia bene; Giovannino ha buone possibilità di cura anche se è una malattia congenita che riguarda il sistema immunitario e ha bisogno di un trapianto da parte di un fratello o una sorella come donatore ideale. Luca e Maria quindi iniziano a prendere in considerazione questa possibilità. 
- Ascolti: telespettatori 1 778 000 – share 10,80%[7].